# پولاروید
پولاروید (انگلیسی: Polaroid) شرکت الکترونیک آمریکایی است، که در سال ۱۹۳۷ توسط ادوین لند تأسیس شد.
شرکت پولاروید یک شرکت آمریکایی بود که فیلم و دوربین‌های فوری تولید می‌کرد و به عنوان یک برند برای لوازم الکترونیکی مصرفی همچنان پابرجاست. این شرکت در سال ۱۹۳۷ توسط ادوین اچ. لند، برای بهره‌برداری از پلیمر پلاریزه‌کننده پولاروید خود تأسیس شد. لند و پولاروید اولین دوربین فوری، دوربین لند، را در سال ۱۹۴۸ ساختند.
لند این شرکت را تا سال ۱۹۸۱ اداره می‌کرد. اوج اشتغال آن در سال ۱۹۷۸، ۲۱۰۰۰ نفر و اوج درآمد آن در سال ۱۹۹۱، ۳ میلیارد دلار بود.
شرکت پولاروید در سال ۲۰۰۱ اعلام ورشکستگی کرد، برند و دارایی‌های آن فروخته شد. یک شرکت جانشین پولاروید تشکیل شد و دارایی‌های این برند چندین بار دست به دست شد تا اینکه در سال ۲۰۱۷ به میلیاردر لهستانی، ویاچسلاو اسمولوکوفسکی فروخته شد. این خرید به ایپاسیبل پراجکت که در سال ۲۰۰۸ تولید فیلم‌های فوری برای دوربین‌های قدیمی پولاروید را آغاز کرده بود، اجازه داد تا در سال ۲۰۱۷ به پولاروید اوریجینال و در نهایت در سال ۲۰۲۰ به پولاروید تغییر نام دهد.[۸] از زمان سقوط شرکت اصلی، محصولات با برند پولاروید در زمینه‌های دیگر، مانند تلویزیون‌های ال‌سی‌دی و پخش‌کننده‌های دی‌وی‌دی، توسط دارندگان مجوزهای مختلف در سراسر جهان توسعه یافته و عرضه شده‌اند.

## نگارخانه

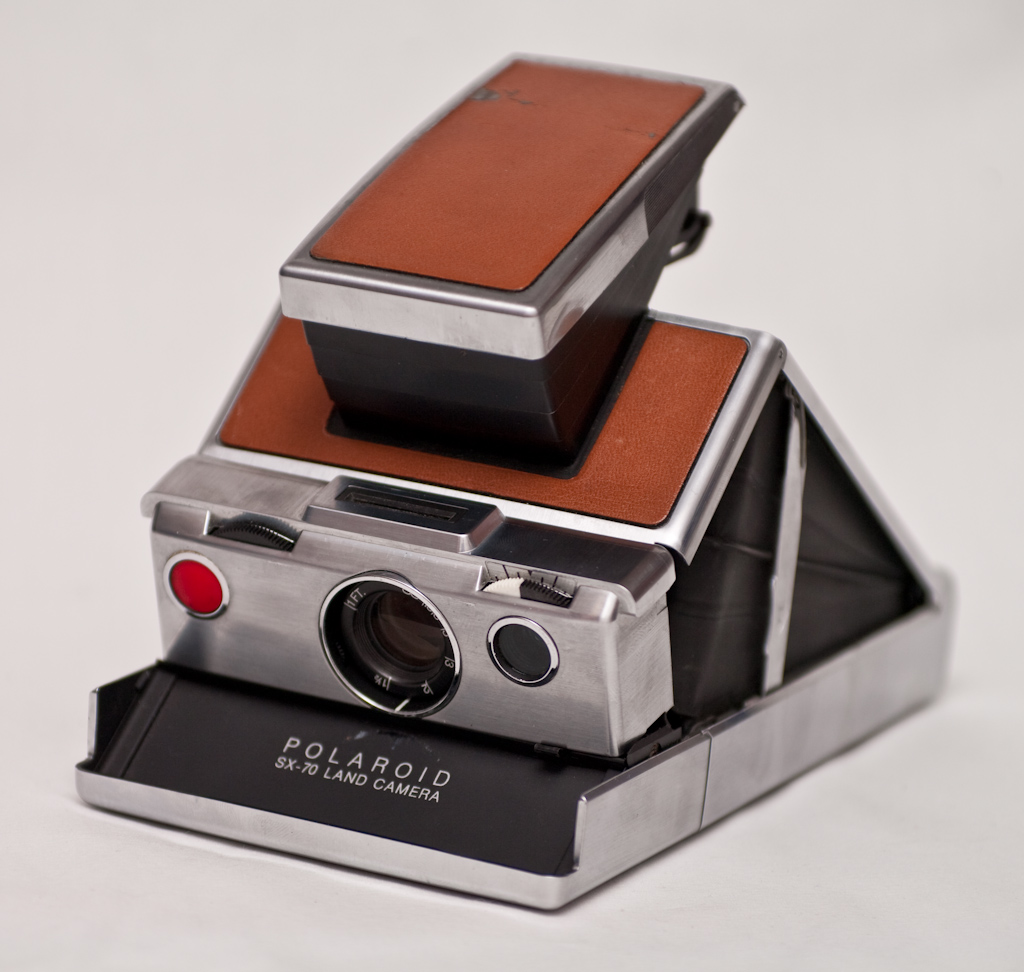
پولاروید SX-70
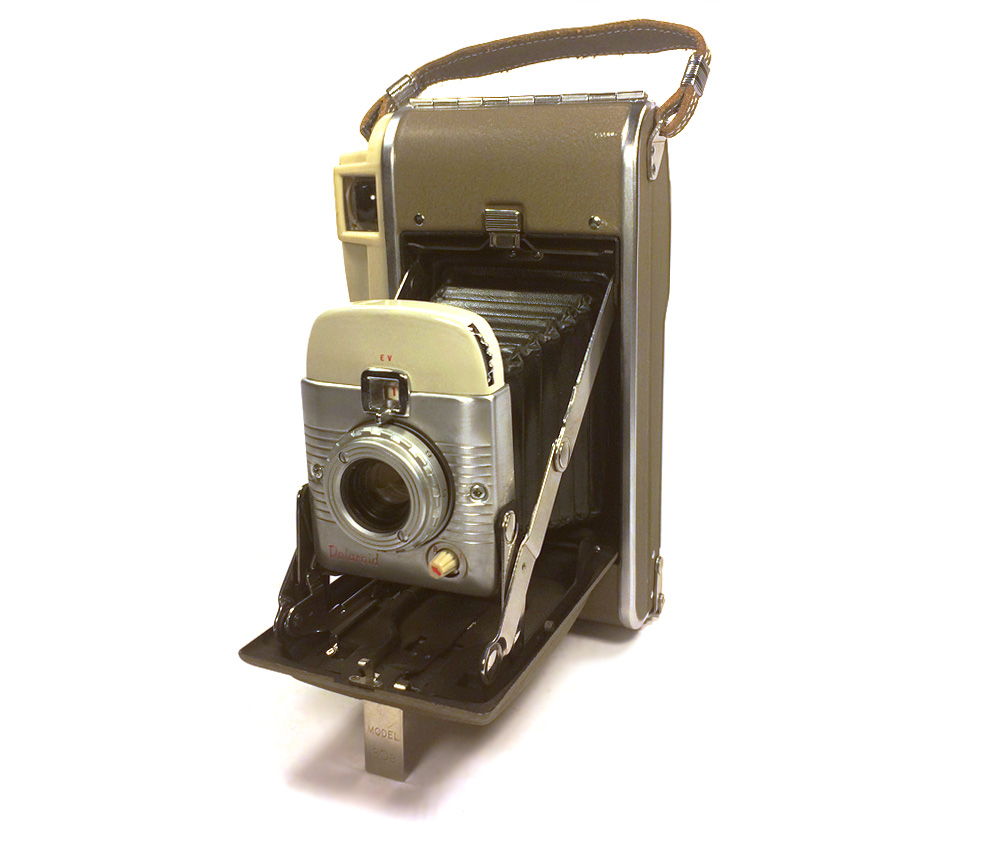
پولاروید 80B